# Maria Niklewiczowa
Maria Niklewiczowa, z domu Wydżga (Wydżdżanka), pseud. i krypt. Ewa Getko, M. Adogan, M. Adogański, M. Nagoda, E.G., M.N., M.W., (mn) (ur. 7 marca 1892 w Warszawie  – zm. 2 lipca 1985 w Krakowie) – polska poetka, autorka utworów dla dzieci i młodzieży oraz podręczników w języku angielskim.
Była córką Stanisława Wydżgi (z zawodu rejenta, potem przemysłowca) i Marii z domu Szlenkier. Kształciła się początkowo prywatnie, następnie w Szwajcarii uczęszczała do gimnazjum w Lozannie (przez rok) oraz w dwuletnim seminarium nauczycielskim we Fryburgu uzyskała specjalność z literatury niemieckiej i francuskiej. W 1910 zdała maturę licealną w Krakowie, rok potem eksternistycznie rosyjską maturę w Warszawie, w 1912 uzyskała patent nauczycielski w Warszawie. W 1913 rozpoczęła studia polonistyczne na Wydziale Filozoficznym Uniwersytetu Jagiellońskiego, przerwane wybuchem wojny. W 1922 roku ogłosiła swój pierwszy tom poezji Taniec poezji. Od 1945 roku przebywała w Krakowie.

## Twórczość wybrana
- Dziwy przyrody
- Dam sobie radę
- Wróbel czarodziej
- Bajarka opowiada
- Dary zajęczego króla
- Hetman Kuba
- Dlaczego woda morska jest słona
- Parowóz Jerzyka
- Wrócimy razem